# Montseron
Montseron település Franciaországban, Ariège megyében. Lakosainak száma 103 fő (2022. január 1.). Montseron Castelnau-Durban, Clermont, Durban-sur-Arize, Le Mas-d’Azil és Rimont községekkel határos.

## Népesség
A település népessége az elmúlt években az alábbi módon változott:
| Lakosok száma | 105  | 85   | 71   | 78   | 81   | 86   | 94   | 103  | 107  | 103  |
|               | 1968 | 1982 | 1990 | 2006 | 2013 | 2015 | 2017 | 2019 | 2020 | 2022 |